# 理性主体
理性主体（英語：Rational agent）是指具有明确的喜好，通过期望对不确定性事件建立决策模型，并能够在所有可行方案中总是选择执行对自己最有利的行为。在经济学、博弈论、决策论、人工智能、认知科学、道德、哲学（包括实践推理）等领域都会对理性主体进行研究。
一个理性主体可以是任何能够作出决定的主体。可以是一个人、一个公司，也可以是机器或者软件。
理性主体行事主要依据以下几点：
- 该主体的偏好。
- 该主体的背景信息，包括经验。
- 该主体可选的行动、它的责任和义务。
- 该主体行动的预期利益及成功概率。

在博弈论和古典经济学中，法人、人民、公司和企业是理性的，虽然对于个人和企业的行为是否理性且合理仍有争论，但经济学家通常通过理性选择理论和有限理性，公式化以预测个人和企业的行为模式。有时理性主体的行为方式也会与多数人的直觉相悖，比如旅行者的困境。
人工智能借用经济学中的「理性主体」一词用以表述能够做到目标导向的自制程序。對於所有可能的知覺序列，根據感知到的知覺序列與內建的環境先验知识，合法代理者應選擇預期能使效能指標最大化的行動。由上述定義可知，合法代理者的理性取決於下列四個方面：效能指標、環境先驗知識、知覺序列以及可採取的行動。

### 经济学
- 经济人
- 代理人（经济）
- 有限理性
- 理性选择理论
- 博弈论

### 软件
- 智能主体
- 软件主体